# Juana Wangsa Putri
Juana Wangsa Putri (Yakarta, 13 de febrero de 1977) es una deportista de indonesia que compitió en taekwondo. Ganó dos medallas en los Juegos Asiáticos en los años 1998 y 2002, y dos medallas en el Campeonato Asiático de Taekwondo en los años 1998 y 2002.

## Palmarés internacional
| Juegos Asiáticos    | Juegos Asiáticos             | Juegos Asiáticos  | Juegos Asiáticos |
| Año                 | Lugar                        | Medalla           | Categoría        |
| ------------------- | ---------------------------- | ----------------- | ---------------- |
| 1998                | Bangkok (Tailandia)          | Medalla de bronce | –47 kg           |
| 2002                | Busan (Corea del Sur)        | Medalla de bronce | –51 kg           |
| Campeonato Asiático |                              |                   |                  |
| Año                 | Lugar                        | Medalla           | Categoría        |
| 1998                | Ciudad Ho Chi Minh (Vietnam) | Medalla de bronce | –47 kg           |
| 2002                | Amán (Jordania)              | Medalla de plata  | –51 kg           |